# Stichorkis
Stichorkis is een geslacht van ongeveer zeventig soorten orchideeën uit de onderfamilie Epidendroideae.
Het zijn kleine, voornamelijk epifytische planten, uiterlijk gelijkend op Liparis, afkomstig uit Zuidoost-Azië en Australazië.

## Naamgeving enetymologie
- Synoniem: Liparis sect. Distichae Ridl. (1886), Stichorchis Thouars (1809), Cestichis Thouars ex Pfitzer (1887), Distichis Thouars ex Lindl. (1847), Disticholiparis Marg. & Szlach. (2004)

De botanische naam Stichorkis is afkomstig van het Oudgriekse στίχος, stichos (rij of rang) en ὄρχις, orchis (orchidee), naar de twee tegenoverstaande rijen schutbladeren van de soorten van dit geslacht.

## Kenmerken
Stichorkis-soorten zijn kleine, overwegend epifytische, soms terrestrische planten, met kruipende wortelstokken, bedekt met schubben. De stengel is pseudobulbair, rechtopstaand, al dan niet in clusters, met één eindstandig, rechtopstaand en lineair tot lancetvormig blad. De bloeiwijze is een rechtopstaande, eindstandige, afgeplatte tros met twee rijen smalle schutbladen en tientallen kleine bloempjes die zich een voor een openen.
De bloemen zijn niet-geresupineerd, geel, groen of oranje gekleurd, en hebben brede, teruggebogen kelkbladen, het bovenste vrijstaand, de zijdelingse soms gefuseerd, en veel smallere, vrijstaande kroonbladen. De bloemlip is één- tot drielobbig, aan de basis concaaf en bezet met een callus, zonder spoor. Het gynostemium is gebogen en gevleugeld aan de basis, de helmknop verbonden door een fijn filament, met twee paar afgeplatte, wasachtige pollinia, de stempel concaaf, in het bezit van een rostellum.

## Taxonomie
Stichorkis werd in 1822 door Du Petit-Thouars beschreven als zustergeslacht van Liparis, maar nadien door andere botanici weer bij elkaar gevoegd. Pas recent werd het geslacht terug erkend, alhoewel de naamgeving nog steeds aan discussie onderhevig is.
Het geslacht telt in de huidig geaccepteerde indelingen ongeveer zeventig soorten.

### Soortenlijst
- Stichorkis acaulis (Schltr.) Marg., Szlach. & Kulak (2008)
- Stichorkis aptenodytes (J.J.Sm.) Marg., Szlach. & Kulak (2008)
- Stichorkis aurantiorbiculata (J.J.Wood & A.L.Lamb) Marg., Szlach. & Kulak (2008)
- Stichorkis balansae (Gagnep.) Marg., Szlach. & Kulak (2008)
- Stichorkis beccarii (Ridl.) Marg., Szlach. & Kulak (2008)
- Stichorkis bicolor (J.J.Sm.) Marg., Szlach. & Kulak (2008)
- Stichorkis bicuspidata (J.J.Sm.) Marg., Szlach. & Kulak (2008)
- Stichorkis bistriata (E.C.Parish & Rchb.f.) Marg., Szlach. & Kulak (2008)
- Stichorkis bootanensis (Griff.) Marg., Szlach. & Kulak (2008)
- Stichorkis brachystele (Ridl.) Marg., Szlach. & Kulak (2008)
- Stichorkis bracteata (T.E.Hunt) Marg., Szlach. & Kulak (2008)
- Stichorkis brevicaulis (Schltr.) Marg., Szlach. & Kulak (2008)
- Stichorkis chalandei (Finet) Marg., Szlach. & Kulak (2008)
- Stichorkis chapaensis (Gagnep.) Marg., Szlach. & Kulak (2008)
- Stichorkis chlorantha (Schltr.) Marg., Szlach. & Kulak (2008)
- Stichorkis cinnabarina (J.J.Sm.) Marg., Szlach. & Kulak (2008)
- Stichorkis coelogynoides (F.Muell.) Marg., Szlach. & Kulak (2008)
- Stichorkis condylobulbon (Rchb.f.) Marg., Szlach. & Kulak (2008)
- Stichorkis crenulata (Blume) Marg., Szlach. & Kulak (2008)
- Stichorkis decurrens (Blume) Pfitzer (1897)
- Stichorkis dendrochiloides (Seidenf. ex Aver.) Marg., Szlach. & Kulak (2008)
- Stichorkis distans (C.B.Clarke) Marg., Szlach. & Kulak (2008)
- Stichorkis disticha (Thouars) Pfitzer (1897)
- Stichorkis elegans (Lindl.) Marg., Szlach. & Kulak (2008)
- Stichorkis elliptica (Wight) Marg., Szlach. & Kulak (2008)
- Stichorkis esquirolii (Schltr.) Marg., Szlach. & Kulak (2008)
- Stichorkis fargesii (Finet) Marg., Szlach. & Kulak (2008)
- Stichorkis flabellata (J.J.Sm.) Marg., Szlach. & Kulak (2008)
- Stichorkis fleckeri (Nicholls) Marg., Szlach. & Kulak (2008)
- Stichorkis foetulenta (J.J.Sm.) Marg., Szlach. & Kulak (2008)
- Stichorkis gibbsiae (J.J.Sm.) Marg., Szlach. & Kulak (2008)
- Stichorkis grandiflora (Ridl.) Marg., Szlach. & Kulak (2008)
- Stichorkis grossa (Rchb.f.) Marg., Szlach. & Kulak (2008)
- Stichorkis indifferens (J.J.Sm.) Marg., Szlach. & Kulak (2008)
- Stichorkis insectifera (Ridl.) Marg., Szlach. & Kulak (2008)
- Stichorkis kempfii (Schltr.) Marg., Szlach. & Kulak (2008)
- Stichorkis kempteriana (Schltr.) Marg., Szlach. & Kulak (2008)
- Stichorkis kinabaluensis (J.J.Wood) Marg., Szlach. & Kulak (2008)
- Stichorkis kwangtungensis (Schltr.) Marg., Szlach. & Kulak (2008)
- Stichorkis lacerata (Ridl.) Marg., Szlach. & Kulak (2008)
- Stichorkis latibasis (J.J.Sm.) Marg., Szlach. & Kulak (2008)
- Stichorkis latifolia (Lindl.) Pfitzer (1897)
- Stichorkis laxa (Schltr.) Marg., Szlach. & Kulak (2008)
- Stichorkis longissima (J.J.Sm.) Marg., Szlach. & Kulak (2008)
- Stichorkis luteola (Lindl.) Marg., Szlach. & Kulak (2008)
- Stichorkis mannii (Rchb.f.) Marg., Szlach. & Kulak (2008)
- Stichorkis merapiensis (Schltr.) Marg., Szlach. & Kulak (2008)
- Stichorkis microblepharon (Schltr.) Marg., Szlach. & Kulak (2008)
- Stichorkis monophylla Marg., Szlach. & Kulak (2008)
- Stichorkis nugentiae (F.M.Bailey) Marg., Szlach. & Kulak (2008)
- Stichorkis ovalis (Schltr.) Marg., Szlach. & Kulak (2008)
- Stichorkis pallida (Blume) Marg., Szlach. & Kulak (2008)
- Stichorkis parviflora (Blume) Marg., Szlach. & Kulak (2008)
- Stichorkis petelotii (Gagnep.) Marg., Szlach. & Kulak (2008)
- Stichorkis phalacrocorax (N.Hallé) Marg., Szlach. & Kulak (2008)
- Stichorkis plantaginea (Lindl.) Marg., Szlach. & Kulak (2008)
- Stichorkis pullei (J.J.Sm.) Marg., Szlach. & Kulak (2008)
- Stichorkis reflexa (R.Br.) Marg., Szlach. & Kulak (2008)
- Stichorkis rhombea (J.J.Sm.) Marg., Szlach. & Kulak (2008)
- Stichorkis scleriifolia (Schltr.) Marg., Szlach. & Kulak (2008)
- Stichorkis seidenfadeniana (Szlach.) Marg., Szlach. & Kulak (2008)
- Stichorkis serrulata (Schltr.) Marg., Szlach. & Kulak (2008)
- Stichorkis spectabilis (Schltr.) Marg., Szlach. & Kulak (2008)
- Stichorkis stenostachya (Schltr.) Marg., Szlach. & Kulak (2008)
- Stichorkis stricklandiana (Rchb.f.) Marg., Szlach. & Kulak (2008)
- Stichorkis swenssonii (F.M.Bailey) Marg., Szlach. & Kulak (2008)
- Stichorkis torta (Hook.f.) Marg., Szlach. & Kulak (2008)
- Stichorkis truncicola (Schltr.) Marg., Szlach. & Kulak (2008)
- Stichorkis vestita (Rchb.f.) Marg., Szlach. & Kulak (2008)
- Stichorkis viridicallus (Holttum) Marg., Szlach. & Kulak (2008)
- Stichorkis viridiflora (Blume) Marg., Szlach. & Kulak (2008)